# Хейрабад (Ерак)
Хейрабад (перс. خيراباد) — село в Ірані, у дегестані Мошкабад, в Центральному бахші, шахрестані Ерак остану Марказі. За даними перепису 2006 року, його населення становило 2312 осіб, що проживали у складі 662 сімей.

## Клімат
Середня річна температура становить 13,59°C, середня максимальна – 33,10°C, а середня мінімальна – -8,58°C. Середня річна кількість опадів – 246 мм.
| Клімат поселення                              | Клімат поселення | Клімат поселення | Клімат поселення | Клімат поселення | Клімат поселення | Клімат поселення | Клімат поселення | Клімат поселення | Клімат поселення | Клімат поселення | Клімат поселення | Клімат поселення | Клімат поселення |
| Показник                                      | Січ.             | Лют.             | Бер.             | Квіт.            | Трав.            | Черв.            | Лип.             | Серп.            | Вер.             | Жовт.            | Лист.            | Груд.            |                  |
| Середній максимум, °C                         | 8,36             | 10,56            | 15,70            | 20,74            | 24,91            | 31,78            | 33,10            | 32,04            | 27,78            | 21,52            | 14,91            | 8,77             |                  |
| Середня температура, °C                       | −0,09            | 2,08             | 7,22             | 12,29            | 16,43            | 23,32            | 27,06            | 26,00            | 21,75            | 15,49            | 8,88             | 2,73             |                  |
| Середній мінімум, °C                          | −8,58            | −6,39            | −1,25            | 3,80             | 7,96             | 14,84            | 21,05            | 19,96            | 15,71            | 9,45             | 2,84             | −3,3             |                  |
| Норма опадів, мм                              | 38               | 37               | 44               | 30               | 21               | 2                | 1                | 1                | 0                | 10               | 25               | 37               |                  |
| Середньомісячна швидкість вітру, м/с          | 1.97             | 2.04             | 2.74             | 3.09             | 2.71             | 2.61             | 2.69             | 2.42             | 2.20             | 2.19             | 1.83             | 1.98             |                  |
| Середньомісячна сонячна радіація, кДж/м²·день | 9102             | 12625            | 15181            | 18506            | 22560            | 26784            | 25911            | 24199            | 21164            | 15738            | 11108            | 9006             |                  |
| --------------------------------------------- | ---------------- | ---------------- | ---------------- | ---------------- | ---------------- | ---------------- | ---------------- | ---------------- | ---------------- | ---------------- | ---------------- | ---------------- | ---------------- |
| Джерело:                                      |                  |                  |                  |                  |                  |                  |                  |                  |                  |                  |                  |                  |                  |